# Ameyalli Jessel
Ameyalli Sayil Jessel Rojas (ur. 2001) – meksykańska zapaśniczka walcząca w stylu wolnym. Srebrna medalistka mistrzostw panamerykańskich w 2022 roku.